# Bla Bla Bla (Gigi D'Agostino)
Bla Bla Bla è una delle canzoni di maggior successo del disc jockey italiano Gigi D'Agostino.

## Distribuzione
Uscito nel 1999 e poi incluso nel doppio album L'amour toujours uscito nello stesso anno, consiste in una continua ripetizione della frase "I've been thinking 'bout what you have done to me" del brano Why Did You Do It? degli Stretch remixati e distorti in vario modo per la durata di 4 minuti e 15 secondi.
Nell'album L'amour toujours sono presenti tre versioni di Bla Bla Bla: la versione originale, il "Drammentenza Mix" e il "Dark Mix".

## Videoclip
Il videoclip della canzone si ispira al celebre carosello (successivamente diventato spot pubblicitario) dell'azienda Lagostina, che aveva come protagonista il personaggio animato La Linea. Il video ufficiale, pubblicato su YouTube dal canale ufficiale della ZYX Music, in data 17 febbraio 2012, conta oltre 274 milioni di visualizzazioni, mentre la pubblicazione da parte del canale ufficiale di Gigi D'Agostino, conta oltre 72 milioni di visualizzazioni.

## Tracce
CD Singolo - Italia- BXR – BXR 1062 CD
Testi e musiche di Gigi D'Agostino.
1. Gigi D'Agostino – Bla Bla Bla (Abbentenza Mix) – 6:55
2. Gigi D'Agostino – Bla Bla Bla (Abbentenza In FM Mix) – 4:18
3. Gigi D'Agostino – Voyage (Africanismo Mix) – 15:07

Vinile 12" - Francia - EMI Music France - 7243 8 87316 6 9
Testi e musiche di Gigi D'Agostino.
1. Gigi D'Agostino – Bla Bla Bla (Abbentenza Mix) – 6:55
2. Gigi D'Agostino – Bla Bla Bla (Abbentenza In FM Mix) – 4:18
3. Gigi D'Agostino – Bla Bla Bla (Mr. Martin Speed Garage Mix) – 5:47
4. Gigi D'Agostino – Bla Bla Bla (CFC 12 Club Remix) – 6:26

CD-R - Germania - Liberty EMI Records UK
1. Gigi D'Agostino – Bla Bla Bla (Abbentenza In FM Mix - Radio Mix) – 4:20 (Gigi D'Agostino)
2. Gigi D'Agostino – La Passion Medley With Rectangle (Tanzen Vision Mix) – 7:03 (Gigi D'Agostino, Carlo Montagner, Jacno, Paolo Sandrini)
3. Gigi D'Agostino – Bla Bla Bla (Abbentenza Mix) – 6:53 (Gigi D'Agostino)

CD Maxi - Remix - Germania - ZYX Music – ZYX 9030R-8
Testi e musiche di Gigi D'Agostino.
1. Gigi D'Agostino – Bla Bla Bla (Original Radio Cut) – 3:11
2. Gigi D'Agostino – Bla Bla Bla (Scream Club Mix) – 6:26
3. Gigi D'Agostino – Bla Bla Bla (D-N-S With Steve L Mix) – 5:19
4. Gigi D'Agostino – Bla Bla Bla (Mr. Martin Speed Garage) – 5:46
5. Gigi D'Agostino – Bla Bla Bla (Abbentenza Mix) – 6:55

## Classifiche
| Classifica (2000-02) | Posizione più alta |
| -------------------- | ------------------ |
| Austria              | 3                  |
| Belgio (Fiandre)     | 56                 |
| Francia              | 15                 |
| Germania             | 4                  |
| Paesi Bassi          | 43                 |
| Regno Unito          | 87                 |
| Svizzera             | 16                 |

## Citazioni
- Nell'album del 2007 Lento Violento... e altre storie la canzone Gioco armonico contiene il vocalizzo della canzone.
- Nell'album del 2008 Suono libero, vi è il brano La danza del sole che riprende il campionamento sull'inciso utilizzato per Bla Bla Bla.
- Nel corso di alcuni eventi live sono inoltre state proposte diverse "bozze" del medesimo ognuna con particolarità differenti.